# The Poppy Family
The Poppy Family was een Canadese popband uit Vancouver.

## Bezetting
- Susan Jacks[6] (leadzang, harmonische zang, percussie)
- Terry Jacks (ritme-gitaar, sporadische zang)
- Craig McCaw[7] (gitaar, sitar)
- Satwant Singh[8] (tabla, drums, percussie)

## Geschiedenis
De 17-jarige Susan Pesklevits ontmoette Terry Jacks midden jaren 1960, toen hij verscheen als gast in de nationale tiener tv-show Music Hop, waar hij regelmatig optrad. Ze vroeg hem om haar te begeleiden met de ritmische gitaar voor een van haar liveoptredens. Uiteindelijk, alhoewel ze verder ging met soloshows op de televisie, met toevoeging van Craig McCaw (leadgitaar), besloot Susan dat al haar liveoptredens een deel waren van haar nieuw geformeerde trio. De naam Poppy Family werd gekozen toen Susan, Terry en Craig een nieuwe naam zochten in een woordenboek. Susan en Terry trouwden in 1967. Craig McCaw stelde later Satwant Singh voor en de unieke sound van The Poppy Family was compleet.
De band nam hun eerste album op met de internationale hit Which Way You Goin' Billy (#1 Canada, #1 Cashbox, #2 Billboard Hot 100). Het album bevatte ook That's Where I Went Wrong (#9 Canada, #29 VS). Beide songs waren ook top 10-hits in de Adult Contemporary. Hun tweede en laatste album Poppy Seeds werd opgenomen met studiomuzikanten, nadat Satwant en Craig beiden de band verlieten. Alhoewel de bandnaam in gebruik bleef, was Terry's betrokkenheid als muzikant en zanger begrensd. Poppy Seeds bevatte hun hits Where Evil Grows (#6 Canada, #45 VS), Good Friends? (#10 Canada, Bubbling Under #105 Adult Contemporary VS), Tryin'  (#12 countryhitlijst Canada), I Was Wondering (#3 AC Canada, VS Top #100), No Good To Cry (#8 Canada, VS Top #100) en I'll See You There (#1 AC hitlijst Canada). De eerste twee Canadese publicaties  van de band waren Beyond the Clouds (1968) en What Can The Matter Be? (1969).
Op het hoogtepunt van hun carrière traden Susan en Terry op bij Bobby Darin's succesvolle tv-variéte special The Darin Invasion, die werd gefilmd in Canada. Ze traden ook op in andere variéteshows zoals Rollin' On The River met Kenny Rogers en The George Kirby Special. Tijdens de tv-optredens synchroniseerde Terry de eenstemmigheid, terwijl Susan haar eigen harmonische zang zong. Susan genoot van liveoptredens, maar Terry wilde niet op tournee en hun carrière leed uiteindelijk daaronder.
Which Way You Goin' Billy? leverde de band in 1970 twee Juno Awards en twee Moffatt Awards op. De Juno Award is de Canadese equivalent van de Grammy Award. Van de single-versie van Which Way You Goin' Billy? werden wereldwijd meer dan 3,5 miljoen exemplaren verkocht, goed voor een gouden plaat van de  Recording Industry Association of America. De band werd ontbonden in 1972 en hoewel Terry singles had uitgebracht onder zijn eigen naam vanaf 1970, namen ze samen hun eigen soloalbums I Thought of You Again (Susan) en Seasons in the Sun (Terry) op. Begin 1973 werd het huwelijk ontbonden, voordat de albums werden uitgebracht.
Susan Jacks overleed in april 2022, 73 jaar oud.

## Discografie

### Singles
- 1968:	Beyond the Clouds
- 1969:	What Can the Matter Be
- 1969: Which Way You Goin' Billy?
- 1970:	That's Where I Went Wrong
- 1970: Shadows on My Wall
- 1971:	I Was Wondering
- 1971: Where Evil Grows
- 1971: No Good to Cry
- 1972:	I'll See You There
- 1972: Good Friends
- 1972: Tryin'

### Studio-albums
- 1969:	Which Way You Goin' Billy?
- 1971:	Poppy Seeds

### Compilaties
- 1996:	A Good Thing Lost